# قطعنامه ۲۳۵ شورای امنیت
قطعنامه  ۲۳۵ شورای امنیت سازمان ملل متحد که در تاریخ ۰۹ ژوئن ۱۹۶۷ تصویب شد، سندی بین‌المللی دربارهٔ وضعیت خاورمیانه است. این قطعنامه طی نشست ۱۳۵۲ام 
با ۱۵ موافق،۰ مخالف و۰ ممتنع تصویب شد.